# Monastero della Rábida
Il monastero della Rábida (in spagnolo Monasterio de Santa María de La Rábida) è un convento francescano spagnolo che si trova a Palos de la Frontera in Andalusia.

## Storia
Il monastero venne eretto tra i secoli XIV-XV.
Antoine-François-Félix Roselly de Lorgues nella sua biografia su Cristoforo Colombo (1857) parla diffusamente del monastero e della comunità francescana che lo abitava.

## Descrizione
Spiccano per il loro interesse artistico la chiesa gotico-mudéjar, le sale decorate con affreschi di Daniel Vázquez Díaz, il chiostro e il museo, dove sono conservati numerosi oggetti commemorativi della colonizzazione europea delle Americhe. Nella chiesa si trova l'immagine della dedica mariana che dà il nome al monastero, Santa María de la Rábida, chiamata anche la Vergine dei Miracoli. Si tratta di una scultura in stile gotico, del XIII secolo circa, realizzata in alabastro.
Il monastero misura 2.137 m² e ha una pianta irregolare. Nei suoi oltre cinquecento anni di storia, ha subito modifiche, soprattutto a seguito del terremoto di Lisbona del 1755. Cristoforo Colombo vi soggiornò anni prima di partire per il Nuovo Mondo, quando ancora stava preparando il suo progetto. In questo monastero è sepolto Martín Alonso Pinzón, morto pochi giorni dopo il ritorno dal primo viaggio colombiano. Allo stesso modo, al ritorno da una delle loro spedizioni di conquista, Hernán Cortés, Gonzalo de Sandoval e Francisco Pizarro arrivarono in questo monastero francescano. Per questi motivi costituisce una parte rilevante dell'itinerario storico e artistico noto come i Luoghi Colombiani.
Il monastero fu dichiarato Monumento Storico e Artistico della Nazione dal Regio Ordine del 23 febbraio 1856, essendo il terzo Monumento Nazionale in Spagna. Meritò anche la dichiarazione di Primo Monumento Storico dei Popoli Ispanici nel 1949. Il 28 febbraio a 1992, il governo andaluso le ha conferito la medaglia d'oro dell'Andalusia. Nella dichiarazione del IX Vertice iberoamericano dei capi di stato e dei presidenti di governo, all'Avana, La Rábida è stata riconosciuta come luogo di incontro degli iberoamericani Comunità delle Nazioni.
Questo monastero ha sempre mantenuto forti legami con i popoli latinoamericani.